# Mars 2011
| Mars 2011 |
| Månader under 2011: Januari · Februari · Mars · April · Maj · Juni · Juli · Augusti · September · Oktober · November · December ← December 2010 · Januari 2012 → |

## Händelser

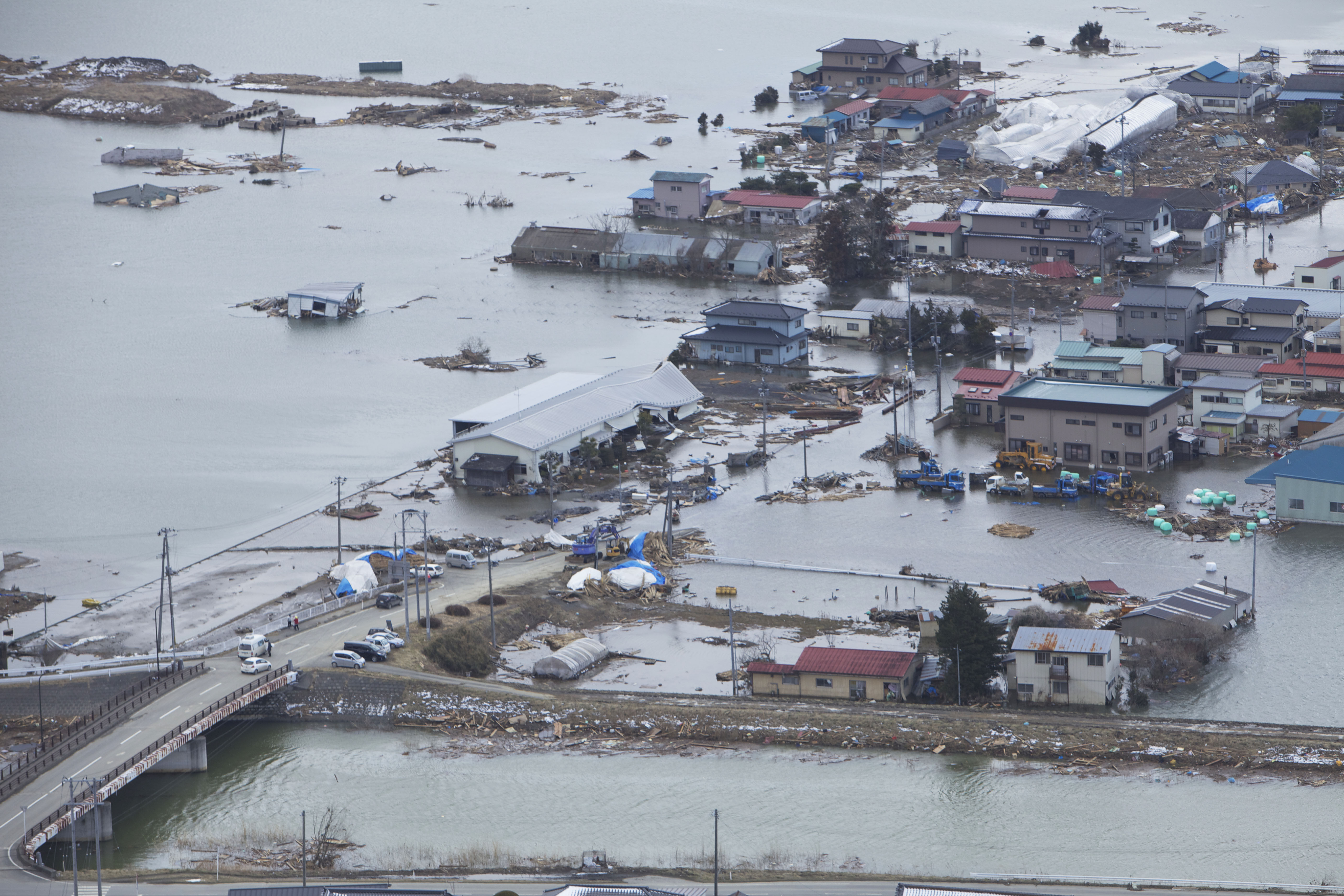
Jordbävning och tsunami i Japan.

### 11 mars
- En kraftig jordbävning med en magnitud på cirka 9,0 inträffar utanför Japans östra kust, en stor tsunami följer.

### 17 mars
- FN:s säkerhetsråd röstar med siffrorna 10–0 för att inför en flygförbudszon över Libyen, som svar på den libyska statens våldsamma angrepp på civila.[1]

### 18 mars
- Rymdsonden MESSENGER går in i bana runt Merkurius. [2]

### 19 mars
- I samband med Muammar Gaddafis styrkors angrepp på civila,[3] påbörjas militärt ingripande  under UNSCR 1973 då franska jaktflygplan spaningslyger över Libyen.[4]

### 25 mars
- SAAB Automobiles VD Jan Åke Jonsson meddelar att han tänker avgå i juni samma år.[5]
- Vid en extrainsatt partikongress väljer de svenska Socialdemokraterna Håkan Juholt till ny partiledare efter Mona Sahlin.